# G. Krøyer
Georg Krøyer (født 2. juni 1818 i Maribo, død 1. marts 1894 på Billeskov) var en dansk proprietær og politiker. Han var medlem af Folketinget 1854-1855.

## Levned
Krøyer var søn af en købmand, Hans Christian Krøyer, i Maribo. Han blev student fra Herlufsholm i 1837 og tog den første halvdel af filosofikum i 1838, hvorefter han rejste udenfor Danmark til 1841. Han købte hovedgården Engelsholm mellem Vejle og Billund i 1842. Krøyer solgte Engelsholm i 1874 og flyttede til gården Reballegård nordøst for Horsens. Han kunne i 1891 på grund af sygdom ikke drive gården længere og flyttede ind hos en søn, som var forpagter på hovedgården Billeskov på Vestfyn. Krøyer døde på Billeskov i 1894.

## Tillidsposter og politisk virke
G. Krøyer var formand for Sogneforstanderskabet i Nørup Sogn fra 1844 til 1874 og landvæsenskommissær fra 1858 til 1874. Han var formand for en landboforening, som han var medstifter af, fra 1864 til 1874. Han var repræsentant i Hedeselskabet fra 1872 til 1892, repræsentant i Vejle Bank og formand for Give Plantage.
Ved folketingsvalget i 1854 blev Krøyer valgt til Folketinget i Givekredsen ved kåring, men tabte pladsen i Folketinget til Jens Moesgaard Christensen ved folketingsvalget i 1855. Han stillede ikke op til flere folketingsvalg. Politisk var Krøyer konservativ.
Han blev udnævnt til jægermester i 1859.